# Teamlyzer
O Teamlyzer é uma aplicação web para avaliação de empregos e entrevistas. Independente, colaborativa, com mecanismo anti-fraude e adaptada para TI, ao contrário das demais plataformas existentes.

## História
Criada em 2017, o Teamlyzer é uma plataforma de crowdsourcing, onde informáticos, designers e outros profissionais da área multimédia e digital, podem partilhar como são as entrevistas e as experiências de trabalho nas empresas de TI portuguesas. Gratuitamente podem ler avaliações, avaliar entrevistas, empregos e inserir empresas.
Lendo as avaliações pode preparar melhor as suas entrevistas em determinada empresa, partilhando as suas experiências estarão a ajudar outros informáticos a prepararem as deles.

## Tecnologia
O Teamlyzer foi desenvolvido usando software livre na programação do seu core e serviços de terceiros para áreas complementares. Ao nível do core foi utilizada a framework web Flask (Python), Redis para guardar notificações e informações pouco relevante ou temporárias e PostgreSQL como base de dados relacional para dados relativamente estáticos e de maior importância.
Por fim, Celery para controlar algumas rotinas da aplicação e Nginx/Gunicorn como servidores web. Nginx controla conteúdo estático como CSS ou Javascript, sendo que funciona como reverse proxy para o Gunicorn, que lida com o conteúdo dinâmico.

## Filosofia
O Teamlyzer assume-se como Livre e Independente na procura das verdadeiras melhores empresas para trabalhar na TI em Portugal. Para tal a moderação é feita pela comunidade através do peer-review.
Plataformas semelhantes têm recebido queixas quanto à remoção de avaliações por empresas que paguem para o fazer.

## Influências
O Teamlyzer tem influências de plataformas utilizadas por informáticos. Nomeadamente Stackoverflow (gamificação, votações e moderação), Reddit (markdown, paginação e sistema de comentários) ou Quora (resumo semanal, feed e notificações).[carece de fontes?]